# Life Is Sweet (Fabi Silvestri Gazzè)
Life Is Sweet è un singolo del supergruppo italiano Fabi Silvestri Gazzè, pubblicato il 25 aprile 2014 come primo estratto dal primo album in studio Il padrone della festa.
Si tratta della prima pubblicazione della formazione, composta dai cantautori e musicisti Niccolò Fabi, Daniele Silvestri e Max Gazzè.

## Video musicale
Il videoclip è stato pubblicato su YouTube il 20 maggio 2014 ed è diretto e montato da Nicola Berti. Il video è stato girato in Sud Sudan.

## Tracce
1. Life Is Sweet – 5:00